# Nikita Demidov

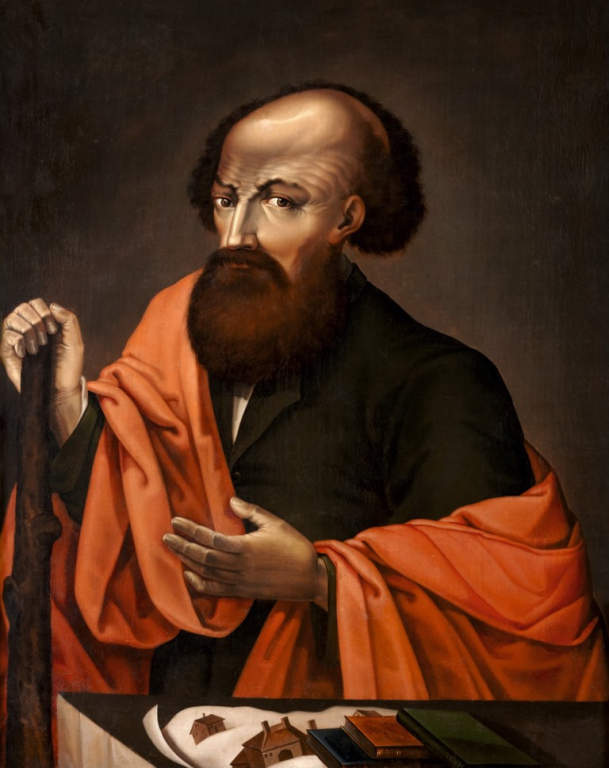
Ritratto di Nikita Demidov

Nikita Demidovič Antuf'ev, più noto come Nikita Demidov, in russo Никита Демидов? (in russo Никита Демидович Антуфьев?; Tula, 5 aprile 1656 – 28 novembre 1725), è stato un imprenditore russo, capostipite della famiglia Demidov.

## Biografia

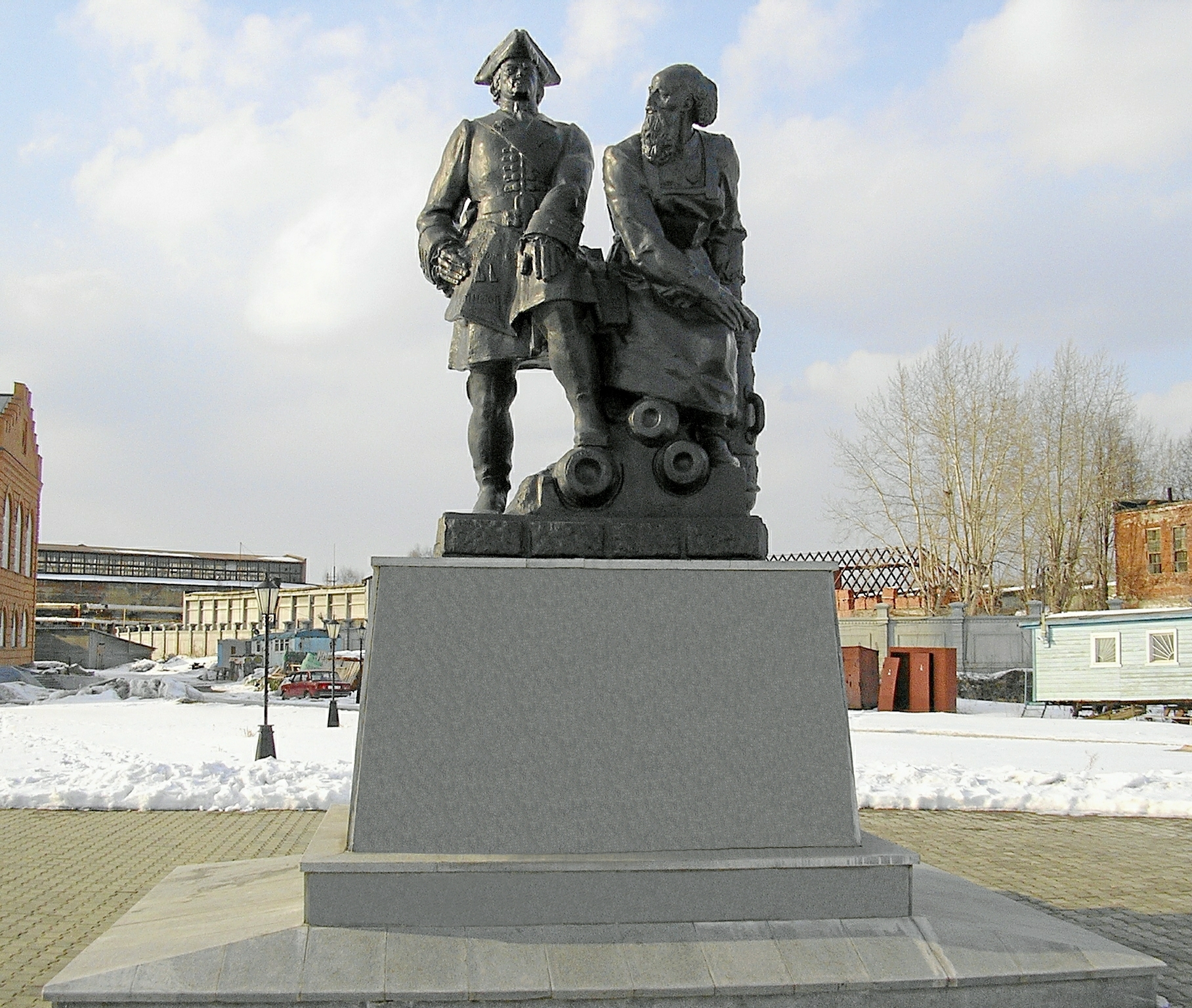
Monumento allo zar Pietro I e Nikita Demidov a Nev'jansk

Nikita Demidov nacque a Tula il 5 aprile 1656. Suo padre Demid Antuf'ev era un contadino che si era trasferito in città per dedicarsi all'attività di fabbro, con la quale fece fortuna.
Nikita ingrandì l'attività paterna, fondando una fabbrica dove venivano prodotte armi e lavorata la ghisa. Inventò anche un nuovo modello di fucile economico, che attirò l'attenzione dello zar Pietro I.
Durante la grande guerra del Nord, combattuta dalla Russia contro la Svezia, Nikita Demidovič divenne fornitore di armi per l'esercito russo. Per essere riuscito a fornire le armi richieste e di ottima qualità ottenne il favore dello zar, ricevendo inizialmente delle terre vicino a Tula e la gestione di alcune fabbriche metallurgiche di proprietà dello stato.
Nel 1702, vista la richiesta sempre crescente di metallo per esigenze belliche, Pietro I decise di ampliare la produzione metallurgica nella regione dei monti Urali, dove si trovavano diverse miniere di minerali. Concesse a Nikita Demidovič diversi appezzamenti terrieri, miniere e alcune fabbriche statali in cambio di un pagamento in ferro per cinque anni.
 
In una lettera del 1702 Nikita viene per la prima volta chiamato Demidov invece che con il cognome Antuf'ev.

Lo zar gli concesse inoltre di utilizzare dei servi come manodopera delle proprie fabbriche. Oltre ad essi, nonostante fosse proibito dalla legge, assunse anche lavoratori specializzati provenienti dalle fabbriche metallurgiche di proprietà statale.
Negli anni successivi Demidov ingrandì il proprio stabilimento di Nev'jansk e aprì cinque nuove fabbriche metallurgiche nella regione di Ekaterinburg, esercitando il monopolio della produzione di ferro della regione e diventando il principale fornitore di armi e ferro dell'esercito russo.
Nel 1715 fu incaricato di fornire ferro anche al dipartimento navale, e un decreto dello zar del 1718 ordinava all'Ammiragliato di accettare solo ferro proveniente dalle fonderie di Demidov per la produzione delle ancore e dei pezzi di artiglieria.
Nel 1720 ricevette da Pietro I un titolo di nobiltà personale.
 
Morì il 28 novembre 1725. Monumenti dedicati a lui si trovano a Tula e in diverse città della regione degli Urali.

## Discendenza
Ebbe tre figli :
- Akinfij Nikitič Demidov, nato nel 1678, fin da giovane affiancò il padre nel suo lavoro e in seguito espanse ulteriormente l'impero economico di famiglia
- Grigorij Nikitič Demidov, ucciso intorno al 1728
- Nikita Nikitič Demidov